# Cepora julia
Cepora julia is een vlindersoort uit de familie van de Pieridae (witjes), onderfamilie Pierinae.
Cepora julia werd in 1891 beschreven door Doherty.